# Saint-Brice-Courcelles
Saint-Brice-Courcelles település Franciaországban, Marne megyében. Lakosainak száma 3546 fő (2022. január 1.). Saint-Brice-Courcelles Saint-Thierry, Champigny, Merfy, Reims és Tinqueux községekkel határos.

## Népesség
A település népessége az elmúlt években az alábbi módon változott:
| Lakosok száma | 1553 | 2425 | 3356 | 3377 | 3464 | 3433 | 3522 | 3417 | 3392 | 3546 |
|               | 1968 | 1982 | 1990 | 2006 | 2013 | 2015 | 2017 | 2019 | 2020 | 2022 |